# 住田交運
株式会社住田交運（すみたこううん）は岩手県気仙郡住田町に本社を置く運送会社である。バス事業とトラック事業をおこなう。
住田町から住田町コミュニティバスの運行やスクールバス運行の業務委託を受けている。かつては住田交運としてJRバス廃止路線の廃止代替バスの運行もおこなっていた。

## 概要
創業以来、長く合資会社であったが、2019年（令和元年）10月1日に株式会社化。
所有車両数は2012年（平成24年）8月現在、乗合バス3台・貸切バス2台。

### 営業所
- 本社営業所（トラック）
  - 岩手県気仙郡住田町世田米日向2-2[5]
- 八日町営業所（バス）[6]
  - 岩手県気仙郡住田町上有住八日町168[5]

## 現行のバス路線

### 八日町遠野駅線
運行業務を住田交運が受託している。住田町上有住八日町から遠野市のJR釜石線遠野駅までを結ぶ路線である。2004年3月末までは遠野本線（JRバス東北）の一部であり、遠野本線廃止後の2004年4月から2010年3月末までは遠野住田線（住田交運）と呼称されるバス路線であった。現在は住田町コミュニティバスの八日町遠野駅線となっている。なお、廃止代替バス路線として遠野市が住田町コミュニティバスに対して、路線維持のための負担金を拠出している。

#### 運行経路
住田町コミュニティバス#八日町遠野駅線 を参照。

#### 沿革
- 1947年（昭和22年）2月18日：国鉄バス「遠野線（遠野本線）」（陸前高田 - 世田米 - 遠野）約52 km（キロメートル）が開業[注 1]。
- 1987年（昭和62年）4月1日：国鉄（日本国有鉄道）の分割民営化にともない東日本旅客鉄道東北自動車事業部に移管。
- 1988年（昭和63年）4月1日：JRバス東北に移管。
- 2004年（平成16年）3月31日：JRバス東北「遠野本線」、廃止[8][9]。翌4月1日より岩手八日町 - 遠野区間を住田交運が「遠野住田線」として代替運行を開始[10][11]。なお、同じく遠野本線のうち岩手八日町 - 高田駅区間は岩手県交通が代替運行（陸前高田住田線）。
- 2010年（平成22年）4月1日：住田町コミュニティバスの実証運行開始にともない、当路線（遠野住田線）を同コミュニティバス「八日町遠野駅線」の路線として転換[12][13]。住田交運は町から運転業務の委託を受けることとなった[14]。

### 川口上有住駅線
運行業務を住田交運が受託している。住田町世田米からJR釜石線上有住駅までを結ぶ路線である。もとは遠野本線（JRバス東北）の一部であり、2004年3月末の遠野本線廃止以後は、岩手県交通が陸前高田市のJR大船渡線陸前高田駅から住田町世田米字川口を経由して同町上有住字八日町までの区間を陸前高田住田線として運行していた路線であった。しかし、同線の世田米字川口から八日町までの区間が2010年3月末に廃止となったため、同区間を住田交運の運行する八日町上有住線と統合し、住田町コミュニティバスの川口上有住駅線として代替運行することとなった。

#### 運行経路
住田町コミュニティバス#川口上有住駅線 を参照。

#### 沿革
- 1947年（昭和22年）2月18日：国鉄バス「遠野線（遠野本線）」（陸前高田 - 世田米 - 遠野）開業[注 1]。
- 1987年（昭和62年）4月1日：国鉄の分割民営化にともない東日本旅客鉄道東北自動車事業部に移管。
- 1988年（昭和63年）4月1日：JRバス東北に移管。
- 2004年（平成16年）3月31日：JRバス東北が「遠野本線」を廃止[8][9]。翌4月1日より岩手県交通が高田駅 - 川口 - 岩手八日町（住田町上有住字八日町）区間を「陸前高田住田線」として代替運行を開始[注 2]。なお、遠野本線のうち岩手八日町から遠野駅までの区間は住田交運が代替運行（遠野住田線）。
- 2010年（平成22年）3月31日：岩手県交通が陸前高田住田線の終点を川口（住田町世田米字川口）までに短縮し、川口 - 八日町区間の運行を廃止[17][18]。翌4月1日より住田町が同区間を含む町営コミュニティバスの実証運行を開始、川口から八日町を経て上有住駅に至るルートを「川口上有住駅線」として設定[12]。住田交運が町から運転業務の委託を受けることとなった[14]。
- 2019年（平成31年）4月 - 住田町役場前（世田米字川向）に停留所が新設され、起点が世田米字川口から延伸。
- 2023年（令和5年） - 岩手県交通が陸前高田住田線の全区間を2023年9月末で廃止予定と告知[19]。

## 過去に運行していたバス路線

### 八日町上有住線
もとは国鉄バスの大洞線（）であり、住田町役場上有住支所前から八日町を経てJR釜石線上有住駅までを繋いでいた。

#### 運行経路
上有住支所前 - 岩手八日町 - 小松 - 金の倉 - 中埣（） - 大祝（） - 上有住

#### 沿革
- 1950年（昭和25年）10月18日：国鉄バス遠野線（遠野本線）の一系統として、岩手八日町 - 上有住（上有住駅）区間約12 kmが開業[注 1]。のちに遠野本線から分離して、上有住支所前 - 八日町 - 上有住を結ぶ「大洞線」となった[注 5]。
- 1980年（昭和55年）3月15日：大洞線岩手八日町 - 上有住区間の貨物輸送（一般路線貨物自動車運送事業）の廃止を公示[注 6]。
- 1987年（昭和62年）4月1日：国鉄の分割民営化にともない東日本旅客鉄道東北自動車事業部に移管。
- 1988年（昭和63年）4月1日：JRバス東北に移管。
- 1991年（平成3年）10月8日：JRバス東北が「大洞線」を廃止[要出典]。住田交運が「八日町上有住線」として代替運行を開始[31][32]。
- 2010年（平成22年）4月1日：住田町コミュニティバスの実証運行開始に伴い、廃止。当路線は同コミュニティバスの「川口上有住駅線」に統合して代替することとなった[12][13]。